# Lorenzo Robledo
Lorenzo Robledo Jiménez (Madrid, 3 de julio de 1921 – Madrid, septiembre de 2006) fue un actor cinematográfico español.
Aunque aparece en sus principios como actor en películas españolas como Todos somos necesarios (1956), de José Antonio Nieves Conde, su carrera se desarrolla principalmente en el género conocido como Spaghetti Western.
Llevó a cabo más de 85 apariciones en películas entre 1956 y 1982, convirtiéndose en rostro familiar en las películas italianas, actuando en 32 películas del Spaghetti Western a lo largo de la década de los 60 y principios de los 70. Destacó sobre todo en papeles de las películas Spaghetti Western del director Sergio Leone, encarnando personajes secundarios en la trilogía de películas Por un puñado de dólares (1964) y, especialmente La muerte tenía un precio, (1965). También en El bueno, el feo y el malo (1966) y Hasta que llegó su hora (1968).
Fue muy prolífico en papeles en muchos otros westerns, entre los que se halla el personaje del sheriff que resulta torturado en Los cuatro del Apocalipsis, además de Navajo Joe, Un dólar para Sartana, Cara a cara, El halcón y la presa, Garringo, Antes llega la muerte, etc.
También participó en series españolas de televisión como Cañas y barro y Curro Jiménez.

## Filmografía parcial
- Héroes del aire, de Ramón Torrado (1958)
- Todos somos necesarios, de José Antonio Nieves Conde (1956)
- La venganza del Zorro, de Joaquín Luis Romero Marchent (1962)
- Cabalgando hacia la muerte (El Zorro), de Joaquín Luis Romero Marchent (1962)
- Relevo para un pistolero, de Ramón Torrado (1964)
- Antes llega la muerte, de Joaquín Luis Romero Marchent (1964)
- Por un puñado de dólares, de Sergio Leone (1964)
- La muerte tenía un precio, de Sergio Leone (1965)
- El bueno, el feo y el malo (The Good, the Bad and the Ugly), de Sergio Leone (1966)
- Navajo Joe, de Sergio Corbucci (1966)
- El halcón y la presa, de Sergio Sollima (1967)
- Cara a cara , de Sergio Sollima (1968)
- Hasta que llegó su hora (Once Upon a Time in the West), de Sergio Leone (1968)
- El taxi de los conflictos, de José Luis Sáenz de Heredia y Mariano Ozores (1969)
- Garringo, de Rafael Romero Marchent (1970)
- Un dólar para Sartana, de Leon Klimovsky (1971)
- Las señoritas de mala compañía, de José Antonio Nieves Conde (1973)
- Los cuatro del Apocalipsis, de Lucio Fulci (1975)